# Andrea Stašková
Andrea Stašková (Znojmo, 12 maggio 2000) è una calciatrice ceca, attaccante del Galatasaray e della nazionale ceca.

## Biografia
È nata il 12 maggio 2000 a Znojmo, nella Moravia meridionale, al confine con l'Austria. Soprannominata Stáša, oltre al calcio è appassionata di biliardo e sport con la palla in genere.

## Caratteristiche tecniche
Considerata uno dei migliori talenti del calcio europeo, è un attaccante puro in grado di svariare su tutto il fronte offensivo. È ambidestra (pur calciando prevalentemente di destro) e molto forte di testa, fondamentale che la rende particolarmente pericolosa sui calci piazzati e col quale ha messo a segno diverse reti.
Grazie alle sue doti fisiche e a una buona tecnica di base, è in grado sia di attaccare la profondità che di tenere palla per far "salire" la squadra; in area di rigore è capace di farsi valere sia in fase conclusiva, come pure nella difesa della palla per poi assistere le compagne meglio piazzate.
Dichiara di ispirarsi calcisticamente a Cristiano Ronaldo.

## Carriera

### Club

#### Gli inizi
Andrea si approccia al gioco del calcio sin dall'età di quattro anni, grazie al padre, allenatore ed ex-giocatore, che è solito portarla con sé al campo di allenamento.
A nove anni viene tesserata dal FK Inzert Expres Znojmo, società del sobborgo di Oblekovice, militando nelle squadre giovanili miste fino ai 15 anni: nelle sei stagioni in divisa nero-arancio si dimostra da subito particolarmente prolifica dal punto di vista realizzativo, con oltre 260 reti messe a segno in circa 200 partite disputate tra campionato e lega invernale indoor.

#### Sparta Praga
Grazie anche a una segnalazione da parte del coach dello Sparta Brno, nell'estate del 2015 si trasferisce allo Sparta Praga, dove viene aggregata alla formazione juniores, con cui vince subito il campionato nazionale mettendo a segno 12 reti.
Ad agosto 2016 prende parte alla quinta edizione della WFC Cup, torneo internazionale giovanile femminile organizzato annualmente dalla Federazione calcistica della Repubblica Ceca che si disputa a Slaný: in finale lo Sparta si impone (2-1) sulle tedesche del FSV Gütersloh 2009 e Stašková è nominata miglior giocatrice della manifestazione.
Nella stagione successiva (2016-2017) debutta in prima squadra e riesce ad andare a segno sia in campionato che nella coppa nazionale. Il 5 ottobre 2016, a 16 anni, esordisce in Women's Champions League, giocando titolare l'andata dei sedicesimi di finale nei Paesi Bassi, sul campo del Twente, persa per 2-0. Il successivo 12 ottobre, gara di ritorno in casa, realizza la sua prima rete nella competizione che vale alle ceche il temporaneo pareggio prima del definitivo 1-3 in favore delle olandesi.
Tra il 2017 e il 2019 vince con lo Sparta 3 Coppe ceche consecutive e 2 campionati (2018 e 2019), risultando anche miglior marcatrice del torneo nella seconda occasione, con 32 reti segnate. Nel 2017 e 2018 viene, inoltre, insignita del premio di talento dell'anno del calcio femminile dalla federazione ceca.
Con la squadra della capitale vanta anche 8 presenze e 3 reti in UWCL.
Sempre in maglia granata prende parte a due edizioni della Internationaler Turbine Hallencup, torneo a invito di calcio femminile a 5 indoor organizzato dal club tedesco del Turbine Potsdam: 4º posto nel 2018 (capocannoniera con 7 reti e votata miglior giocatrice del torneo) e vittoria in finale per 4-1 contro le padrone di casa nel 2019.

#### Juventus
Il 3 luglio 2019 si trasferisce all'estero, firmando con le campionesse d'Italia in carica della Juventus. Trova il primo gol in bianconero il successivo 25 settembre, nella partita di ritorno di Women's Champions League sul campo del Barcellona (1-2), ininfluente ai fini della qualificazione a causa della sconfitta patita dalle piemontesi nella gara di andata (0-2). Si ripete sottorete il mese seguente, chiudendo il punteggio nella vittoriosa finale di Supercoppa italiana contro la Fiorentina (2-0). A febbraio 2020 realizza una tripletta sul campo dell'Empoli nell'andata dei quarti di finale di Coppa Italia. Infine, con 2 reti in 12 presenze contribuisce alla vittoria del terzo Scudetto consecutivo delle bianconere, il primo per l'attaccante, chiudendo la stagione come unica calciatrice di Serie A capace di andare a segno in tutte le competizioni disputate dal club.
Nell'annata 2020-2021 realizza 8 gol in campionato - da ricordare la doppietta che permette alle bianconere di espugnare (1-2) il campo della Fiorentina - e bissa lo Scudetto, che si aggiunge alla Supercoppa italiana. Prende parte, da titolare o subentrata, a tutte le gare (32) disputate in stagione dalle bianconere, totalizzando 13 reti. Riceve la nomination come giocatrice dell'anno 2020 della Repubblica Ceca, piazzandosi al secondo posto dietro a Kateřina Svitková.
Nella stagione 2021-2022 contribuisce al quinto scudetto consecutivo delle bianconere - suo terzo personale - con nove partecipazioni attive (5 reti, 4 assist); di particolare importanza le realizzazioni nelle trasferte contro Roma e Inter, entrambe di testa e sempre nei minuti finali. Sette giorni dopo la conclusione del campionato vince anche la sua prima Coppa Italia (5 reti per lei nella competizione), completando così il treble nazionale inaugurato a gennaio con la conquista della Supercoppa italiana.
L'annata 2021-2022 è anche quella in cui la Juventus entra per la prima volta tra le migliori 8 d'Europa raggiungendo la qualificazione ai quarti di finale della UEFA Women's Champions League: nelle 12 partite disputate tra qualificazioni, fase a gironi e quarti di finale, pur partendo quasi sempre dalla panchina, Stašková è protagonista con 6 reti e 3 assist. Da ricordare la rete segnata sul campo del Wolfsburg, molto importante, pur se non decisiva, ai fini dell'accesso alla fase a eliminazione diretta.
Il 25 maggio la Juventus comunica ufficialmente che la calciatrice lascerà la squadra a fine stagione. Pochi giorni dopo, Stašková viene proclamata giocatrice dell'anno 2021 della Repubblica Ceca superando nelle preferenze Barbora Votíková e Kateřina Svitková. Intervistata dopo la premiazione, spiega il mancato rinnovo con le bianconere con il desiderio di fare esperienza in un campionato diverso.

#### Atlético Madrid

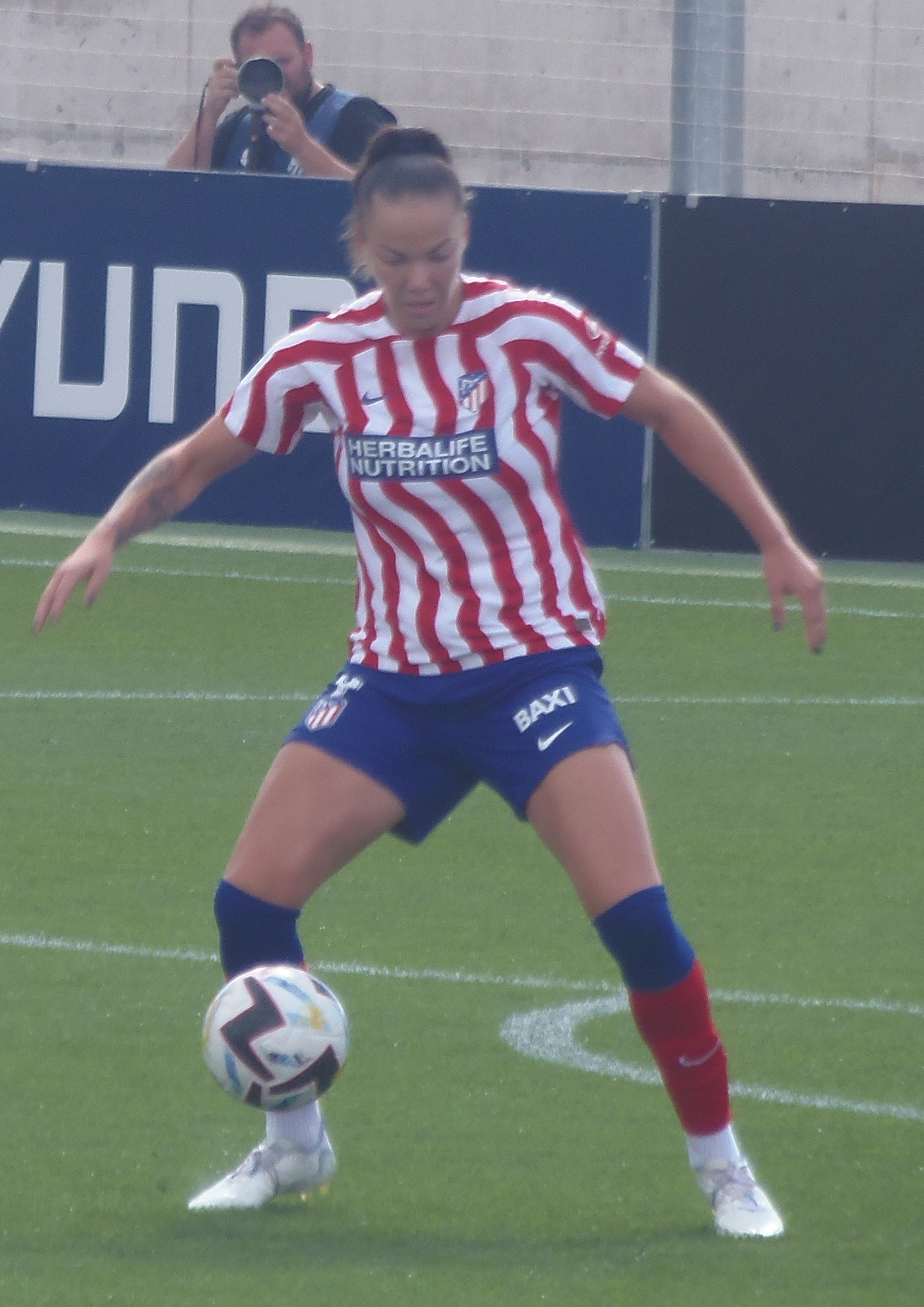
Stašková all'Atlético Madrid nel 2022

Il 28 giugno viene ufficializzato il suo trasferimento all'Atlético Madrid.
Il 17 settembre debutta in Primera División Femenina subentrando alla compagna Rasheedat Ajibade nei minuti finali della vittoriosa trasferta (1-3) contro il Siviglia. Segna la sua prima rete in divisa colchonera il 2 ottobre, quarto turno di campionato (de facto il terzo, essendo stata rinviata la prima giornata per uno sciopero della categoria arbitrale): è il gol della bandiera nella sconfitta esterna (1-2) contro il Levante.
Chiude la stagione con 27 presenze in campionato (con 3 reti e 2 assist), la maggior parte delle quali da subentrata, e soprattutto con la conquista della Coppa della Regina (3 presenze per lei nella competizione).
A marzo, nel frattempo, per la seconda volta consecutiva era stata nominata giocatrice dell'anno della Repubblica Ceca davanti a Kateřina Svitková e Olivie Lukášová.

### Nazionale

#### Nazionali giovanili
Debutta con le nazionali giovanili ceche a 15 anni, nel 2015, con l'Under-15, con la quale disputa 4 incontri amichevoli.
Nello stesso anno riceve le prime convocazioni in Under-17, con cui prende parte alle vittoriose qualificazioni agli Europei di categoria del 2016, nelle quali mette a segno due reti. Nella fase finale, che si gioca in Bielorussia, disputa tutte e tre le gare della fase a gironi, con la sua squadra che non va oltre l'ultimo posto nel proprio raggruppamento.
Anche nell'edizione 2017, cui la Repubblica Ceca partecipa di diritto in qualità di paese ospitante, prende parte a tutte e tre le gare della fase a gironi (indossando anche la fascia di capitano), e ugualmente la squadra chiude ultima, a zero punti: per Stašková si conclude qui la militanza in Under-17, con 11 presenze e 2 reti nelle competizioni UEFA (rispettivamente 27 e 10 considerando anche tornei e amichevoli).
A giugno 2017 esordisce in Under-19, venendo utilizzata nelle qualificazioni agli Europei Under-19 di Svizzera 2018 e Scozia 2019: mette a segno 9 gol in 8 presenze, ma in entrambe le occasioni la Repubblica Ceca viene eliminata nella fase élite e non accede alla fase finale.

#### Nazionale maggiore

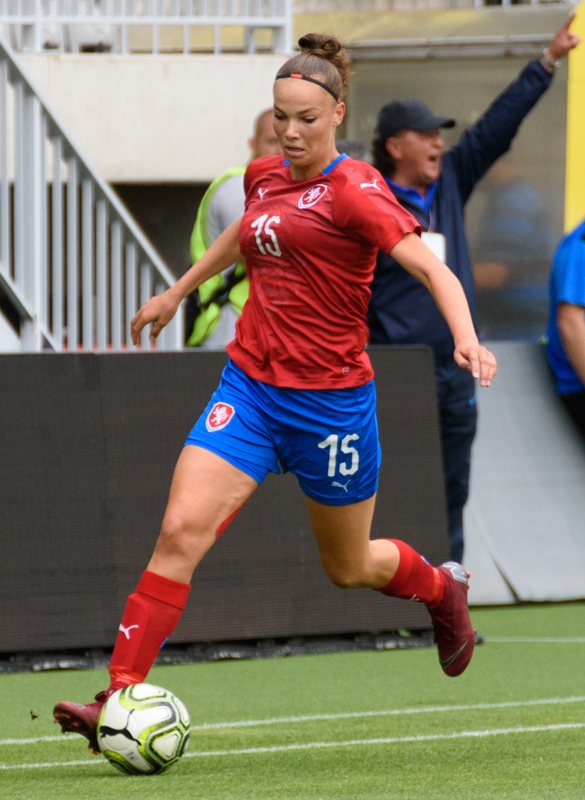
Stašková con la nazionale maggiore ceca nel 2018

Stašková riceve la prima convocazione in nazionale maggiore (ove ritrova Karel Rada, già suo allenatore nella selezione Under 17) per la gara del 12 giugno 2018 in casa a Chomutov contro le Fær Øer, valevole per le qualificazioni al Mondiale di Francia 2019: debutta al 64', subentrando a Lucie Martínková e partecipa così al successo finale (4-1) della sua squadra, che giunge tuttavia solo terza nel proprio raggruppamento, non riuscendo ad accedere alla fase finale della manifestazione.
Mette a segno il suo primo gol il 30 agosto 2019, dopo essere subentrata al 65' a Kateřina Svitková, in occasione del successo esterno (7-0) sulla Moldavia a Chișinău, nell'ambito delle qualificazioni agli Europei di Inghilterra 2022.
Diventa un punto fermo della nazionale, venendo convocata regolarmente e scendendo in campo in tutti gli incontri delle qualificazioni (in cui totalizza cinque reti e quattro assists), incluso lo spareggio playoff perso ai rigori con la Svizzera.
A marzo 2020 fa parte della rosa che partecipa alla Cyprus Cup e disputa entrambe le partite del torneo.
Da settembre 2021 partecipa alle qualificazioni all'edizione 2023 dei Mondiali che si terrà in Australia e Nuova Zelanda: in 7 presenze mette a segno 4 reti (più due assist), con la Repubblica Ceca che non va oltre il terzo posto finale nel proprio girone ed è pertanto eliminata.
A febbraio 2022 riceve la convocazione per la trasferta negli Stati Uniti d'America per la disputa della settima edizione della SheBelieves Cup, torneo a invito riservato a nazionali di calcio femminile, ove prende parte a tutte e tre le gare della Repubblica Ceca.

## Statistiche

### Presenze e reti nei club
Statistiche aggiornate al 18 maggio 2024.
| Stagione            | Squadra             | Campionato          | Campionato | Campionato | Coppe nazionali | Coppe nazionali | Coppe nazionali | Coppe continentali | Coppe continentali | Coppe continentali | Altre coppe | Altre coppe | Altre coppe | Totale | Totale |
| Stagione            | Squadra             | Comp                | Pres       | Reti       | Comp            | Pres            | Reti            | Comp               | Pres               | Reti               | Comp        | Pres        | Reti        | Pres   | Reti   |
| ------------------- | ------------------- | ------------------- | ---------- | ---------- | --------------- | --------------- | --------------- | ------------------ | ------------------ | ------------------ | ----------- | ----------- | ----------- | ------ | ------ |
| 2016-2017           | Sparta Praga        | 1Lž                 | ?          | 2          | CRCž            | ?               | 3               | UWCL               | 2                  | 1                  | -           | -           | -           | 2+     | 6      |
| 2017-2018           | Sparta Praga        | 1Lž                 | 18         | 14         | CRCž            | 2               | 2               | UWCL               | 4                  | 2                  | -           | -           | -           | 24     | 18     |
| 2018-2019           | Sparta Praga        | 1Lž                 | 20         | 32         | CRCž            | 4               | 3               | UWCL               | 2                  | 0                  | -           | -           | -           | 26     | 35     |
| Totale Sparta Praga | Totale Sparta Praga | Totale Sparta Praga | 38+        | 48         |                 | 6+              | 8               |                    | 8                  | 3                  |             | -           | -           | 52+    | 59     |
| 2019-2020           | Juventus            | A                   | 12         | 2          | CI              | 2               | 3               | UWCL               | 2                  | 1                  | SI          | 1           | 1           | 17     | 7      |
| 2020-2021           | Juventus            | A                   | 22         | 8          | CI              | 6               | 5               | UWCL               | 2                  | 0                  | SI          | 2           | 0           | 32     | 13     |
| 2021-2022           | Juventus            | A                   | 17         | 5          | CI              | 5               | 5               | UWCL               | 12                 | 6                  | SI          | 2           | 0           | 36     | 16     |
| Totale Juventus     | Totale Juventus     | Totale Juventus     | 51         | 15         |                 | 13              | 13              |                    | 16                 | 7                  |             | 5           | 1           | 85     | 36     |
| 2022-2023           | Atlético Madrid     | PD                  | 27         | 3          | CR              | 3               | 0               | -                  | -                  | -                  | -           | -           | -           | 30     | 3      |
| 2023-2024           | Milan               | A                   | 21         | 6          | CI              | 4               | 1               |                    | -                  | -                  |             | -           | -           | 25     | 7      |
| Totale carriera     | Totale carriera     | Totale carriera     | 137+       | 72         |                 | 26+             | 22              |                    | 24                 | 10                 |             | 5           | 1           | 192+   | 105    |

### Presenze e reti in nazionale
| Cronologia completa delle presenze e delle reti in nazionale ― Rep. Ceca | Cronologia completa delle presenze e delle reti in nazionale ― Rep. Ceca | Cronologia completa delle presenze e delle reti in nazionale ― Rep. Ceca | Cronologia completa delle presenze e delle reti in nazionale ― Rep. Ceca | Cronologia completa delle presenze e delle reti in nazionale ― Rep. Ceca | Cronologia completa delle presenze e delle reti in nazionale ― Rep. Ceca | Cronologia completa delle presenze e delle reti in nazionale ― Rep. Ceca | Cronologia completa delle presenze e delle reti in nazionale ― Rep. Ceca |
| Data                                                                     | Città                                                                    | In casa                                                                  | Risultato                                                                | Ospiti                                                                   | Competizione                                                             | Reti                                                                     | Note                                                                     |
| ------------------------------------------------------------------------ | ------------------------------------------------------------------------ | ------------------------------------------------------------------------ | ------------------------------------------------------------------------ | ------------------------------------------------------------------------ | ------------------------------------------------------------------------ | ------------------------------------------------------------------------ | ------------------------------------------------------------------------ |
| 12-6-2018                                                                | Chomutov                                                                 | Rep. Ceca                                                                | 4 – 1                                                                    | Fær Øer                                                                  | Qual. Mondiali 2019                                                      | -                                                                        | 64’                                                                      |
| 31-8-2018                                                                | Jablonec nad Nisou                                                       | Rep. Ceca                                                                | 2 – 0                                                                    | Slovenia                                                                 | Qual. Mondiali 2019                                                      | -                                                                        | 84’                                                                      |
| 4-9-2018                                                                 | Reykjavík                                                                | Islanda                                                                  | 1 – 1                                                                    | Rep. Ceca                                                                | Qual. Mondiali 2019                                                      | -                                                                        | 64’                                                                      |
| 4-10-2018                                                                | Staré Město                                                              | Rep. Ceca                                                                | 2 – 0                                                                    | Slovacchia                                                               | Amichevole                                                               | -                                                                        | 64’                                                                      |
| 7-10-2018                                                                | Kroměříž                                                                 | Rep. Ceca                                                                | 2 – 0                                                                    | Slovacchia                                                               | Amichevole                                                               | -                                                                        | 46’                                                                      |
| 14-6-2019                                                                | Chomutov                                                                 | Rep. Ceca                                                                | 2 – 0                                                                    | Russia                                                                   | Amichevole                                                               | -                                                                        | 65’                                                                      |
| 17-6-2019                                                                | Chomutov                                                                 | Rep. Ceca                                                                | 1 – 0                                                                    | Russia                                                                   | Amichevole                                                               | -                                                                        | 60’                                                                      |
| 30-8-2019                                                                | Chișinău                                                                 | Moldavia                                                                 | 0 – 7                                                                    | Rep. Ceca                                                                | Qual. Euro 2022                                                          | 1                                                                        | 65’                                                                      |
| 8-10-2019                                                                | Praga                                                                    | Rep. Ceca                                                                | 1 – 5                                                                    | Spagna                                                                   | Qual. Euro 2022                                                          | -                                                                        | 65’                                                                      |
| 7-11-2019                                                                | Baku                                                                     | Azerbaigian                                                              | 0 – 4                                                                    | Rep. Ceca                                                                | Qual. Euro 2022                                                          | 1                                                                        | 84’                                                                      |
| 12-11-2019                                                               | České Budějovice                                                         | Rep. Ceca                                                                | 2 – 3                                                                    | Inghilterra                                                              | Amichevole                                                               | -                                                                        | 85’                                                                      |
| 5-3-2020                                                                 | Larnaca                                                                  | Rep. Ceca                                                                | 1 – 1                                                                    | Finlandia                                                                | Cyprus Cup 2020                                                          | -                                                                        |                                                                          |
| 11-3-2020                                                                | Larnaca                                                                  | Messico                                                                  | 0 – 0                                                                    | Rep. Ceca                                                                | Cyprus Cup 2020                                                          | -                                                                        | 80’                                                                      |
| 11-9-2020                                                                | Chomutov                                                                 | Rep. Ceca                                                                | 0 – 0                                                                    | Polonia                                                                  | Qual. Euro 2022                                                          | -                                                                        |                                                                          |
| 22-9-2020                                                                | Bielsko-Biała                                                            | Polonia                                                                  | 0 – 2                                                                    | Rep. Ceca                                                                | Qual. Euro 2022                                                          | 1                                                                        | 80’                                                                      |
| 23-10-2020                                                               | Siviglia                                                                 | Spagna                                                                   | 4 – 0                                                                    | Rep. Ceca                                                                | Qual. Euro 2022                                                          | -                                                                        | 87’                                                                      |
| 27-10-2020                                                               | Chomutov                                                                 | Rep. Ceca                                                                | 3 – 0                                                                    | Azerbaigian                                                              | Qual. Euro 2022                                                          | -                                                                        |                                                                          |
| 1-12-2020                                                                | Chomutov                                                                 | Rep. Ceca                                                                | 7 – 0                                                                    | Moldavia                                                                 | Qual. Euro 2022                                                          | 2                                                                        | 61’                                                                      |
| 9-4-2021                                                                 | Chomutov                                                                 | Rep. Ceca                                                                | 1 – 1                                                                    | Svizzera                                                                 | Qual. Euro 2022 - Playoff spareggio                                      | -                                                                        | 39’ 82’                                                                  |
| 13-4-2021                                                                | Thun                                                                     | Svizzera                                                                 | 1 – 1 dts (3 - 2 dtr)                                                    | Rep. Ceca                                                                | Qual. Euro 2022 - Playoff spareggio                                      | -                                                                        | 100’                                                                     |
| 11-6-2021                                                                | Cartagena                                                                | Canada                                                                   | 0 – 0                                                                    | Rep. Ceca                                                                | Amichevole                                                               | -                                                                        | 74’                                                                      |
| 17-9-2021                                                                | Groninga                                                                 | Paesi Bassi                                                              | 1 – 1                                                                    | Rep. Ceca                                                                | Qual. Mondiali 2023                                                      | 1                                                                        | 73’                                                                      |
| 21-9-2021                                                                | Liberec                                                                  | Rep. Ceca                                                                | 8 – 0                                                                    | Cipro                                                                    | Qual. Mondiali 2023                                                      | 2                                                                        |                                                                          |
| 22-10-2021                                                               | Reykjavík                                                                | Islanda                                                                  | 4 – 0                                                                    | Rep. Ceca                                                                | Qual. Mondiali 2023                                                      | -                                                                        |                                                                          |
| 27-11-2021                                                               | Ostrava                                                                  | Rep. Ceca                                                                | 2 – 2                                                                    | Paesi Bassi                                                              | Qual. Mondiali 2023                                                      | -                                                                        | 89’                                                                      |
| 18-2-2022                                                                | Carson                                                                   | Stati Uniti                                                              | 0 – 0                                                                    | Rep. Ceca                                                                | SheBelieves Cup 2022                                                     | -                                                                        | 90’                                                                      |
| 21-2-2022                                                                | Carson                                                                   | Rep. Ceca                                                                | 1 – 2                                                                    | Islanda                                                                  | SheBelieves Cup 2022                                                     | -                                                                        | 84’                                                                      |
| 24-2-2022                                                                | Frisco                                                                   | Nuova Zelanda                                                            | 0 – 0                                                                    | Rep. Ceca                                                                | SheBelieves Cup 2022                                                     | -                                                                        | 46’                                                                      |
| 12-4-2022                                                                | Teplice                                                                  | Rep. Ceca                                                                | 0 – 1                                                                    | Islanda                                                                  | Qual. Mondiali 2023                                                      | -                                                                        |                                                                          |
| 1-9-2022                                                                 | Larnaca                                                                  | Cipro                                                                    | 0 – 6                                                                    | Rep. Ceca                                                                | Qual. Mondiali 2023                                                      | 1                                                                        | 58’                                                                      |
| 6-9-2022                                                                 | Larnaca                                                                  | Rep. Ceca                                                                | 7 – 0                                                                    | Bielorussia                                                              | Qual. Mondiali 2023                                                      | -                                                                        | 61’                                                                      |
| 7-10-2022                                                                | Zlín                                                                     | Rep. Ceca                                                                | 3 – 3                                                                    | Ungheria                                                                 | Amichevole                                                               | 3                                                                        |                                                                          |
| 11-10-2022                                                               | Brighton                                                                 | Inghilterra                                                              | 0 – 0                                                                    | Rep. Ceca                                                                | Amichevole                                                               | -                                                                        | 75’                                                                      |
| 15-11-2022                                                               | Bucarest                                                                 | Romania                                                                  | 1 – 2                                                                    | Rep. Ceca                                                                | Amichevole                                                               | 1                                                                        | 80’                                                                      |
| 16-02-2023                                                               | Gosford                                                                  | Australia                                                                | 4 – 0                                                                    | Rep. Ceca                                                                | Cup of Nations 2023                                                      | -                                                                        | 66’                                                                      |
| 19-02-2023                                                               | Sydney                                                                   | Giamaica                                                                 | 2 – 3                                                                    | Rep. Ceca                                                                | Cup of Nations 2023                                                      | 1                                                                        | 80’                                                                      |
| 22-02-2023                                                               | Newcastle                                                                | Rep. Ceca                                                                | 0 – 3                                                                    | Spagna                                                                   | Cup of Nations 2023                                                      | -                                                                        | 56’                                                                      |
| 14-7-2023                                                                | Opava                                                                    | Rep. Ceca                                                                | 3 – 0                                                                    | Slovacchia                                                               | Amichevole                                                               | 1                                                                        | 61’                                                                      |
| 18-7-2023                                                                | Opava                                                                    | Rep. Ceca                                                                | 0 – 2                                                                    | Irlanda del Nord                                                         | Amichevole                                                               | -                                                                        | 46’                                                                      |
| 22-9-2023                                                                | Lubiana                                                                  | Slovenia                                                                 | 0 – 2                                                                    | Rep. Ceca                                                                | UEFA Women's Nations League 2023-2024 - 1º turno                         | -                                                                        | 58’ 77’                                                                  |
| 26-9-2023                                                                | Plzeň                                                                    | Rep. Ceca                                                                | 2 – 1                                                                    | Bielorussia                                                              | UEFA Women's Nations League 2023-2024 - 1º turno                         | 1                                                                        | 79’                                                                      |
| 23-10-2023                                                               | Zenica                                                                   | Bosnia ed Erzegovina                                                     | 1 – 0                                                                    | Rep. Ceca                                                                | UEFA Women's Nations League 2023-2024 - 1º turno                         | -                                                                        | 72’                                                                      |
| 1-12-2023                                                                | Barysaŭ                                                                  | Bielorussia                                                              | 0 – 1                                                                    | Rep. Ceca                                                                | UEFA Women's Nations League 2023-2024 - 1º turno                         | -                                                                        | 90’                                                                      |
| 5-12-2023                                                                | Pardubice                                                                | Rep. Ceca                                                                | 4 – 0                                                                    | Slovenia                                                                 | UEFA Women's Nations League 2023-2024 - 1º turno                         | 1                                                                        | 84’                                                                      |
| 20-2-2024                                                                | Liberec                                                                  | Rep. Ceca                                                                | 1 – 3                                                                    | Portogallo                                                               | Amichevole                                                               | 1                                                                        |                                                                          |
| 23-2-2024                                                                | Praga                                                                    | Rep. Ceca                                                                | 1 – 2                                                                    | Corea del Sud                                                            | Amichevole                                                               | -                                                                        | 65’                                                                      |
| 5-4-2024                                                                 | Uherské Hradiště                                                         | Rep. Ceca                                                                | 1 – 3                                                                    | Danimarca                                                                | Qual. Euro 2025                                                          | 1                                                                        | 83’                                                                      |
| Totale                                                                   |                                                                          | Presenze                                                                 | 47                                                                       |                                                                          | Reti                                                                     | 19                                                                       |                                                                          |

| Cronologia completa delle presenze e delle reti in nazionale ― Rep. Ceca under 19 | Cronologia completa delle presenze e delle reti in nazionale ― Rep. Ceca under 19 | Cronologia completa delle presenze e delle reti in nazionale ― Rep. Ceca under 19 | Cronologia completa delle presenze e delle reti in nazionale ― Rep. Ceca under 19 | Cronologia completa delle presenze e delle reti in nazionale ― Rep. Ceca under 19 | Cronologia completa delle presenze e delle reti in nazionale ― Rep. Ceca under 19 | Cronologia completa delle presenze e delle reti in nazionale ― Rep. Ceca under 19 | Cronologia completa delle presenze e delle reti in nazionale ― Rep. Ceca under 19 |
| Data                                                                              | Città                                                                             | In casa                                                                           | Risultato                                                                         | Ospiti                                                                            | Competizione                                                                      | Reti                                                                              | Note                                                                              |
| --------------------------------------------------------------------------------- | --------------------------------------------------------------------------------- | --------------------------------------------------------------------------------- | --------------------------------------------------------------------------------- | --------------------------------------------------------------------------------- | --------------------------------------------------------------------------------- | --------------------------------------------------------------------------------- | --------------------------------------------------------------------------------- |
| 10-6-2017                                                                         | Praga                                                                             | Rep. Ceca under 19                                                                | 2 – 1                                                                             | Stati Uniti under 19                                                              | Amichevole                                                                        | 1                                                                                 |                                                                                   |
| 18-10-2017                                                                        | Dobrič                                                                            | Bielorussia under 19                                                              | 0 – 8                                                                             | Rep. Ceca under 19                                                                | Qual. Europeo under 19 2018                                                       | 3                                                                                 |                                                                                   |
| 21-10-2017                                                                        | Dobrič                                                                            | Rep. Ceca under 19                                                                | 9 – 0                                                                             | Bulgaria under 19                                                                 | Qual. Europeo under 19 2018                                                       | 3                                                                                 |                                                                                   |
| 24-10-2017                                                                        | Dobrič                                                                            | Rep. Ceca under 19                                                                | 2 – 0                                                                             | Svezia under 19                                                                   | Qual. Europeo under 19 2018                                                       | 1                                                                                 | 92’                                                                               |
| 2-3-2018                                                                          | La Manga                                                                          | Rep. Ceca under 19                                                                | 0 – 3                                                                             | Svizzera under 19                                                                 | Torneo La Manga 2018                                                              | -                                                                                 | 67’                                                                               |
| 4-3-2018                                                                          | La Manga                                                                          | Inghilterra under 19                                                              | 4 – 3                                                                             | Rep. Ceca under 19                                                                | Torneo La Manga 2018                                                              | 1                                                                                 | 62’                                                                               |
| 6-3-2018                                                                          | La Manga                                                                          | Danimarca under 19                                                                | 4 – 2                                                                             | Rep. Ceca under 19                                                                | Torneo La Manga 2018                                                              | -                                                                                 |                                                                                   |
| 2-4-2018                                                                          | Edimburgo                                                                         | Rep. Ceca under 19                                                                | 2 – 1                                                                             | Scozia under 19                                                                   | Qual. Europeo under 19 2018                                                       | 1                                                                                 |                                                                                   |
| 5-4-2018                                                                          | Edimburgo                                                                         | Rep. Ceca under 19                                                                | 7 – 0                                                                             | Russia under 19                                                                   | Qual. Europeo under 19 2018                                                       | -                                                                                 |                                                                                   |
| 8-4-2018                                                                          | Edimburgo                                                                         | Italia under 19                                                                   | 2 – 2                                                                             | Rep. Ceca under 19                                                                | Qual. Europeo under 19 2018                                                       | -                                                                                 |                                                                                   |
| 2-3-2019                                                                          | Side                                                                              | Ungheria under 19                                                                 | 0 – 3                                                                             | Rep. Ceca under 19                                                                | Torneo Mediterranean Pearl 2019                                                   | -                                                                                 | 69’                                                                               |
| 5-3-2019                                                                          | Side                                                                              | Rep. Ceca under 19                                                                | 1 – 2                                                                             | Polonia under 19                                                                  | Torneo Mediterranean Pearl 2019                                                   | -                                                                                 |                                                                                   |
| 3-4-2019                                                                          | Luckenwalde                                                                       | Rep. Ceca under 19                                                                | 2 – 0                                                                             | Austria under 19                                                                  | Qual. Europeo under 19 2019                                                       | 1                                                                                 | 89’                                                                               |
| 6-4-2019                                                                          | Luckenwalde                                                                       | Germania under 19                                                                 | 5 – 0                                                                             | Rep. Ceca under 19                                                                | Qual. Europeo under 19 2019                                                       | -                                                                                 |                                                                                   |
| Totale                                                                            |                                                                                   | Presenze                                                                          | 14                                                                                |                                                                                   | Reti                                                                              | 11                                                                                |                                                                                   |

| Cronologia completa delle presenze e delle reti in nazionale ― Rep. Ceca under 17 | Cronologia completa delle presenze e delle reti in nazionale ― Rep. Ceca under 17 | Cronologia completa delle presenze e delle reti in nazionale ― Rep. Ceca under 17 | Cronologia completa delle presenze e delle reti in nazionale ― Rep. Ceca under 17 | Cronologia completa delle presenze e delle reti in nazionale ― Rep. Ceca under 17 | Cronologia completa delle presenze e delle reti in nazionale ― Rep. Ceca under 17 | Cronologia completa delle presenze e delle reti in nazionale ― Rep. Ceca under 17 | Cronologia completa delle presenze e delle reti in nazionale ― Rep. Ceca under 17 |
| Data                                                                              | Città                                                                             | In casa                                                                           | Risultato                                                                         | Ospiti                                                                            | Competizione                                                                      | Reti                                                                              | Note                                                                              |
| --------------------------------------------------------------------------------- | --------------------------------------------------------------------------------- | --------------------------------------------------------------------------------- | --------------------------------------------------------------------------------- | --------------------------------------------------------------------------------- | --------------------------------------------------------------------------------- | --------------------------------------------------------------------------------- | --------------------------------------------------------------------------------- |
| 20-2-2015                                                                         | Dublino                                                                           | Irlanda under 17                                                                  | 0 – 2                                                                             | Rep. Ceca under 17                                                                | UEFA U17 Development Cup                                                          | 1                                                                                 | 64’                                                                               |
| 21-2-2015                                                                         | Dublino                                                                           | Danimarca under 17                                                                | 3 – 0                                                                             | Rep. Ceca under 17                                                                | UEFA U17 Development Cup                                                          | -                                                                                 | 50’                                                                               |
| 23-2-2015                                                                         | Dublino                                                                           | Rep. Ceca under 17                                                                | 1 – 0                                                                             | Austria under 17                                                                  | UEFA U17 Development Cup                                                          | -                                                                                 | 66’                                                                               |
| 7-9-2015                                                                          | Třeboň                                                                            | Rep. Ceca under 17                                                                | 4 – 0                                                                             | Ungheria under 17                                                                 | Amichevole                                                                        | 2                                                                                 |                                                                                   |
| 9-9-2015                                                                          | Třeboň                                                                            | Rep. Ceca under 17                                                                | 0 – 1                                                                             | Ungheria under 17                                                                 | Amichevole                                                                        | -                                                                                 | 41’                                                                               |
| 29-9-2015                                                                         | Liegi                                                                             | Rep. Ceca under 17                                                                | 4 – 1                                                                             | Azerbaigian under 17                                                              | Qual. Europeo under 17 2016                                                       | -                                                                                 |                                                                                   |
| 4-10-2015                                                                         | Liegi                                                                             | Rep. Ceca under 17                                                                | 2 – 4                                                                             | Belgio under 17                                                                   | Qual. Europeo under 17 2016                                                       | 1                                                                                 |                                                                                   |
| 10-1-2016                                                                         | Oslo                                                                              | Norvegia under 17                                                                 | 6 – 2                                                                             | Rep. Ceca under 17                                                                | Amichevole                                                                        | -                                                                                 | 69’                                                                               |
| 12-1-2016                                                                         | Oslo                                                                              | Norvegia under 17                                                                 | 1 – 0                                                                             | Rep. Ceca under 17                                                                | Amichevole                                                                        | -                                                                                 | 67’                                                                               |
| 19-3-2016                                                                         | Flers                                                                             | Francia under 17                                                                  | 1 – 1                                                                             | Rep. Ceca under 17                                                                | Qual. Europeo under 17 2016                                                       | -                                                                                 | 62’                                                                               |
| 21-3-2016                                                                         | Flers                                                                             | Rep. Ceca under 17                                                                | 1 – 0                                                                             | Irlanda under 17                                                                  | Qual. Europeo under 17 2016                                                       | -                                                                                 | 58’                                                                               |
| 24-3-2016                                                                         | Saint-Lô                                                                          | Ungheria under 17                                                                 | 0 – 2                                                                             | Rep. Ceca under 17                                                                | Qual. Europeo under 17 2016                                                       | 1                                                                                 |                                                                                   |
| 5-4-2016                                                                          | Loughborough                                                                      | Inghilterra under 17                                                              | 3 – 2                                                                             | Rep. Ceca under 17                                                                | UEFA U17 Development Cup                                                          | -                                                                                 |                                                                                   |
| 7-4-2016                                                                          | Loughborough                                                                      | Rep. Ceca under 17                                                                | 1 – 3                                                                             | Danimarca under 17                                                                | UEFA U17 Development Cup                                                          | -                                                                                 |                                                                                   |
| 9-4-2016                                                                          | Loughborough                                                                      | Rep. Ceca under 17                                                                | 1 – 2                                                                             | Italia under 17                                                                   | UEFA U17 Development Cup                                                          | -                                                                                 | 70’                                                                               |
| 4-5-2016                                                                          | Barysaŭ                                                                           | Italia under 17                                                                   | 0 – 0                                                                             | Rep. Ceca under 17                                                                | Europeo under 17 2016 - fase a gironi                                             | -                                                                                 |                                                                                   |
| 7-5-2016                                                                          | Minsk                                                                             | Rep. Ceca under 17                                                                | 0 – 1                                                                             | Spagna under 17                                                                   | Europeo under 17 2016 - fase a gironi                                             | -                                                                                 | 79’                                                                               |
| 10-5-2016                                                                         | Barysaŭ                                                                           | Rep. Ceca under 17                                                                | 0 – 4                                                                             | Germania under 17                                                                 | Europeo under 17 2016 - fase a gironi                                             | -                                                                                 |                                                                                   |
| 12-6-2016                                                                         | Praga                                                                             | Rep. Ceca under 17                                                                | 2 – 2                                                                             | Stati Uniti under 17                                                              | Amichevole                                                                        | 1                                                                                 | rappr. Stati Uniti: Colorado Storm ECNL                                           |
| 31-7-2016                                                                         | Paulsdorf                                                                         | Baviera under 17                                                                  | 3 – 2                                                                             | Rep. Ceca under 17                                                                | Amichevole                                                                        | 2                                                                                 |                                                                                   |
| 1-8-2016                                                                          | Paulsdorf                                                                         | Baviera under 17                                                                  | 1 – 0                                                                             | Rep. Ceca under 17                                                                | Amichevole                                                                        | -                                                                                 | 30’                                                                               |
| 6-9-2016                                                                          | Příbram                                                                           | Rep. Ceca under 17                                                                | 4 – 1                                                                             | Italia under 17                                                                   | Amichevole                                                                        | 2                                                                                 | 54’                                                                               |
| 8-9-2016                                                                          | Příbram                                                                           | Rep. Ceca under 17                                                                | 0 – 2                                                                             | Spagna under 17                                                                   | Amichevole                                                                        | -                                                                                 |                                                                                   |
| 11-9-2016                                                                         | Tachov                                                                            | Rep. Ceca under 17                                                                | 1 – 3                                                                             | Scozia under 17                                                                   | Amichevole                                                                        | -                                                                                 | 41’                                                                               |
| 2-5-2017                                                                          | Plzeň                                                                             | Rep. Ceca under 17                                                                | 1 – 2                                                                             | Francia under 17                                                                  | Europeo under 17 2017 - fase a gironi                                             | -                                                                                 |                                                                                   |
| 5-5-2017                                                                          | Domažlice                                                                         | Rep. Ceca under 17                                                                | 1 – 5                                                                             | Spagna under 17                                                                   | Europeo under 17 2017 - fase a gironi                                             | -                                                                                 |                                                                                   |
| 8-5-2017                                                                          | Příbram                                                                           | Germania under 17                                                                 | 5 – 1                                                                             | Rep. Ceca under 17                                                                | Europeo under 17 2017 - fase a gironi                                             | -                                                                                 | 53’                                                                               |
| Totale                                                                            |                                                                                   | Presenze                                                                          | 27                                                                                |                                                                                   | Reti                                                                              | 10                                                                                |                                                                                   |

| Cronologia completa delle presenze e delle reti in nazionale ― Rep. Ceca under 15 | Cronologia completa delle presenze e delle reti in nazionale ― Rep. Ceca under 15 | Cronologia completa delle presenze e delle reti in nazionale ― Rep. Ceca under 15 | Cronologia completa delle presenze e delle reti in nazionale ― Rep. Ceca under 15 | Cronologia completa delle presenze e delle reti in nazionale ― Rep. Ceca under 15 | Cronologia completa delle presenze e delle reti in nazionale ― Rep. Ceca under 15 | Cronologia completa delle presenze e delle reti in nazionale ― Rep. Ceca under 15 | Cronologia completa delle presenze e delle reti in nazionale ― Rep. Ceca under 15 |
| Data                                                                              | Città                                                                             | In casa                                                                           | Risultato                                                                         | Ospiti                                                                            | Competizione                                                                      | Reti                                                                              | Note                                                                              |
| --------------------------------------------------------------------------------- | --------------------------------------------------------------------------------- | --------------------------------------------------------------------------------- | --------------------------------------------------------------------------------- | --------------------------------------------------------------------------------- | --------------------------------------------------------------------------------- | --------------------------------------------------------------------------------- | --------------------------------------------------------------------------------- |
| 22-3-2015                                                                         | ?                                                                                 | Polonia under 15                                                                  | 2 – 4                                                                             | Rep. Ceca under 15                                                                | Amichevole                                                                        | -                                                                                 | 36’                                                                               |
| 25-3-2015                                                                         | ?                                                                                 | Rep. Ceca under 15                                                                | 3 – 1                                                                             | Polonia under 15                                                                  | Amichevole                                                                        | -                                                                                 | 41’                                                                               |
| 2-6-2015                                                                          | ?                                                                                 | Rep. Ceca under 15                                                                | 0 – 3                                                                             | Germania under 15                                                                 | Amichevole                                                                        | -                                                                                 | 53’                                                                               |
| 4-6-2015                                                                          | ?                                                                                 | Rep. Ceca under 15                                                                | 0 – 7                                                                             | Germania under 15                                                                 | Amichevole                                                                        | -                                                                                 | 47’                                                                               |
| Totale                                                                            |                                                                                   | Presenze                                                                          | 4                                                                                 |                                                                                   | Reti                                                                              | 0                                                                                 |                                                                                   |

## Palmarès

### Club

#### Competizioni giovanili
- Campionato juniores: 1

Sparta Praga: 2015-2016

#### Competizioni nazionali
- Campionato ceco: 2

Sparta Praga: 2017-2018, 2018-2019
- Coppa della Repubblica Ceca: 3

Sparta Praga: 2016-2017, 2017-2018, 2018-2019
- Campionato italiano: 3

Juventus: 2019-2020, 2020-2021, 2021-2022
- Coppa Italia: 1

Juventus: 2021-2022
- Supercoppa italiana: 3

Juventus: 2019, 2020, 2021
- Coppa della Regina: 1

Atlético Madrid: 2022-2023

### Individuale
- Capocannoniera della I. liga žen: 1

2018-2019 (32 gol)
- Talento dell'anno della Repubblica Ceca: 2

2017, 2018
- Giocatrice dell'anno della Repubblica Ceca: 2

2021, 2022

## Curiosità
Il 25 maggio 2021 la Juventus Women ha inaugurato la Partita del cuore allo Juventus Stadium, giocando i primi 15 minuti contro la Nazionale italiana cantanti. In questa occasione Stašková segna al decimo minuto il gol del 2-0, diventando così la seconda donna a trovare la rete nella Partita del cuore, tre minuti dopo Cristiana Girelli.